# 256 бит
В компьютерной архитектуре 256-битными (англ. 256 bit) числами, адресами памяти и другими объектами данных называются те, которые имеют размер в 256 бит (32 октета). Также 256-битными являются те ЦПУ и АЛУ, которые построены на регистрах, шинах адреса и шинах данных такого размера.
В настоящее время нет  процессоров общего назначения, созданных для работы с 256-битными целыми числами или адресами, хотя ряд процессоров работают с 256-битными данными. Процессоры имеют наборы команд SIMD (AVX, набор команд FMA и т. д.), где 256-битные векторные регистры используются для хранения нескольких меньших чисел, таких как восемь 32-битных чисел с плавающей запятой, и одна инструкция может работать со всеми этими значениями параллельно. Однако эти процессоры не работают с отдельными числами длиной 256 двоичных разрядов, только их регистры имеют размер 256 бит.

## Представление данных
В 256-битном регистре может храниться 2256 различных значений. Диапазон целочисленных значений, которые могут быть сохранены в 256 битах, зависит от используемого целочисленного представления. Максимальное значение 256-битного целого числа без знака - 2256 - 1, записанное в десятичной форме как 115,792,089,237,316,195,423,570,985,008,687,907,853,269,984,665,640,564,039,457,584,007,913,129,639,935, или приблизительно 1,1579 x 1077.
256-битные процессоры могут использоваться для прямой адресации до 2256 байт. Уже 2128 (при 128 бит адресации) значительно превысит общий объем данных, хранящихся на Земле по состоянию на 2010 год, который оценивается примерно в 1,2 зеттабайта (более 270 байт).

## Аппаратное обеспечение
- Многие CPU поддерживают наборы инструкций SIMD (Advanced Vector Extensions и FMA  и т. д.),   в которых 256-битные векторные регистры используются для хранения нескольких меньших чисел, таких как восемь 32-битных чисел с плавающей запятой, а одна инструкция может работать со всеми эти значения параллельно. Однако эти процессоры не работают с отдельными числами, длина которых составляет 256 двоичных цифр, только их регистры имеют размер 256 бит.
- Современные чипы GPU пересылают данные по 256-битной шине памяти (или, возможно, по 512-битной шине с HBM3[2].
- Процессор Efficeon представлял собой 256-битную конструкцию VLIW второго поколения компании Transmeta, в которой использовался программный механизм для преобразования кода, написанного для процессоров x86, в собственный набор команд чипа[3][4].
- Финансируемая DARPA система Data-Intensive Architecture (DIVA) включала в себя 5-ступенчатый конвейерный 256-битный канал данных с процессором в памяти (PIM), в комплекте с файлом регистров и блоками ALU в процессоре WideWord в 2002 году[5].

## Программное обеспечение
- 256 бит это широко распространённый размер ключа для симметричных шифров в криптографии, таких как AES. Финансируемая DARPA система интенсивная архитектура данных (англ. Data-Intensive Architecture (DIVA)) включала 5-ступенчатый конвейерный[укр.] 256-битный канал данных процессор-в-памяти (англ. processor-in-memory (PIM)), дополненный регистровым файлом и блоками АЛУ в процессоре «WideWord» в 2002.[6]
- Увеличение размера слова может ускорить работу математических библиотек с числами повышенной точности в ряде приложений, включая криптографические применения.
- Хеш-функция SHA-256.
- Смарт-контракты используют 256- или 257-битные целые числа; 256-битные слова для виртуальной машины Ethereum. «Мы понимаем, что 257-битный байт довольно необычен, но для смарт-контрактов нормально иметь как минимум 256-битные числа. Ведущая виртуальная машина для смарт-контрактов, Ethereum VM, ввела эту практику, и за ней последовали другие виртуальные машины блокчейн-систем»[7].